# ELEVEN (アルバム)
『ELEVEN』（イレヴン）は、日本の音楽ユニット・B'zの11作目のオリジナル・アルバムである。2000年12月6日にRooms RECORDSよりリリース。

## 概要
1999年リリースの前作『Brotherhood』から1年5か月ぶりとなるオリジナルアルバム。2000年にリリースされたシングル4曲（バージョン違いも含む）を含めた14曲を収録している。初回特典には、B'zの2001年度カレンダーが付属していた。
ジャケットデザインは、女性が馬に乗って競馬のレースで独走している様子のイラストになっており、オリジナル・アルバムとしては『The 7th Blues』以来メンバーが登場していないデザイン。
第15回日本ゴールドディスク大賞でロック・アルバム・オブ・ザ・イヤーを受賞した。
香港、台湾で発売された本作は、スリーブが日本盤とは異なったデザインになっている。
2018年に結成30周年記念として『DINOSAUR』までのオリジナル・アルバムと共にアナログレコード化された。

## 収録曲
| 全作詞: 稲葉浩志、全作曲: 松本孝弘。 |                                                          |           |            |                              |      |
| #                                    | タイトル                                                 | 作詞      | 作曲・編曲 | 編曲                         | 時間 |
| 1.                                   | 「 I 」                                                  | 稲葉浩志  | 松本孝弘   | 松本孝弘・稲葉浩志           | 0:24 |
| 2.                                   | 「Seventh Heaven」                                       | 稲葉浩志  | 松本孝弘   | 松本孝弘・稲葉浩志           | 4:10 |
| 3.                                   | 「信じるくらいいいだろう」                               | 稲葉浩志  | 松本孝弘   | 松本孝弘・稲葉浩志           | 3:39 |
| 4.                                   | 「RING」(ストリングスアレンジ:池田大介)                  | 稲葉浩志  | 松本孝弘   | 松本孝弘・稲葉浩志           | 3:59 |
| 5.                                   | 「愛のprisoner」                                         | 稲葉浩志  | 松本孝弘   | 松本孝弘・稲葉浩志           | 4:09 |
| 6.                                   | 「煌めく人」                                             | 稲葉浩志  | 松本孝弘   | 松本孝弘・稲葉浩志           | 2:57 |
| 7.                                   | 「May」                                                  | 稲葉浩志  | 松本孝弘   | 松本孝弘・稲葉浩志・大島康祐 | 4:19 |
| 8.                                   | 「juice (PM mix)」                                       | 稲葉浩志  | 松本孝弘   | 松本孝弘・稲葉浩志           | 4:02 |
| 9.                                   | 「Raging River」(ストリングス&コーラスアレンジ:池田大介) | 稲葉浩志  | 松本孝弘   | 松本孝弘・稲葉浩志           | 7:32 |
| 10.                                  | 「TOKYO DEVIL」                                          | 稲葉浩志  | 松本孝弘   | 松本孝弘・稲葉浩志           | 3:26 |
| 11.                                  | 「コブシヲニギレ」                                       | 稲葉浩志  | 松本孝弘   | 松本孝弘・稲葉浩志           | 4:32 |
| 12.                                  | 「Thinking of you」                                      | 稲葉浩志  | 松本孝弘   | 松本孝弘・稲葉浩志           | 4:30 |
| 13.                                  | 「扉」                                                   | 稲葉浩志  | 松本孝弘   | 松本孝弘・稲葉浩志           | 2:51 |
| 14.                                  | 「今夜月の見える丘に (Alternative Guitar Solo ver.)」    | 稲葉浩志  | 松本孝弘   | 松本孝弘・稲葉浩志           | 4:10 |
| 合計時間:                            | 合計時間:                                                | 合計時間: | 54:40      |                              |      |

## 楽曲解説
1. I 
  - 曲名表記は   （四角）の中に「I」の文字が入った記号。
  - 打ち込みで作られた約24秒のインストゥルメンタルで、今まで発表されたB'zの楽曲の中で最も演奏時間が短い。歌詞カードに歌詞は記載されていないが、何度か「B'z ELEVEN」というコーラスが重ねられている。
  - 稲葉が床から這い出てくるミュージック・ビデオも制作されている。
  - 翌年に行われたアルバムツアー『B'z LIVE-GYM 2001 "ELEVEN"』では、佐世保公演からロングバージョンでオープニングSEに使用された。
2. Seventh Heaven
  - ベースは「FIREBALL」以来、松本が演奏している[6]。
  - ショートバージョンのミュージックビデオが制作されており、当時放送されていた『笑う犬の冒険』のコント「テリーとドリー」の一部をパロディとして取り入れている。
  - 2000年の『ミュージックステーションスペシャル スーパーライブ2000』で「今夜月の見える丘に」と共に披露された[7]。
  - ライブではアルバムツアー以降演奏されなかったが、2020年に行われた無観客配信ライブ『B'z SHOWCASE 2020 -5 ERAS 8820-』のDay3にて約19年ぶりに演奏された[8][9]。
3. 信じるくらいいいだろう
  - イントロからサビ、間奏までリフで構成されている。
  - アルバムツアーでは序盤の一部会場のみで演奏されていた。
4. RING
  - 30thシングル。本アルバムの先行シングル曲。
5. 愛のprisoner
  - アルバムツアーではオープニングを飾った。
6. 煌めく人
  - ラップを用いたミクスチャー・ロックを意識した楽曲。
7. May
  - 28thシングル。
8. juice (PM mix)
  - 29thシングルのアルバムバージョン。
  - サブタイトルの「PM」は「もうちょっと」という意味を持つ「ポキートマス(Poquito Mas)」というスペイン語の略で、シングルバージョンよりもボーカルのレベルを少し上げたアレンジであることから付けられた[10]。
9. Raging River
  - マイク・クリンクとの共同作業で制作された曲。
  - ロックとストリングスを交えた7分32秒に及ぶバラードで、リメイク版を除くB'zのオリジナル楽曲では最も演奏時間が長い[注 2]。
  - ピアノによるイントロの後、初めは稲葉のボーカルと松本のアコースティック・ギターの伴奏のみで演奏されるが、中盤から他の楽器も参加して激しくなってくる。
  - この曲のデモ音源が、マスト・アルバム『B'z The "Mixture"』にシークレット・トラックとして収録されている（現在は視聴不可）。その際はアコースティック・ギターを用いた全編英語詞によるバージョンだった。
10. TOKYO DEVIL
  - パット・リーガンとの共同作業で制作された曲。
  - 打ち込み音から始まり、チャイニーズゴングで終わる楽曲。このチャイニーズゴングは、「身体が大きいと音も大きくなるのでは？」という判断からギター・テクニシャンの畠山“hakkai”勝紀が担当[11]。
  - 松本が演奏したギターのフレーズをシンセサイザーに取り込み、それを貼り付けるといったデジタル処理が施されている[11]。
  - 別バージョンとして、2002年発売の『日韓サッカーワールドカップ公式コンピレーション盤』、ミニ・アルバム『DEVIL』、ベスト・アルバム『B'z The Best "ULTRA Treasure"』に収録された全英詞バージョンの「DEVIL」がある。こちらは、外国人プロデューサーと制作したデモが基となっている。
11. コブシヲニギレ
  - 前曲や次曲との曲間がない。
  - 間奏のブルースハープは稲葉が担当。
  - 翌年に行われた『B'z SHOWCASE "コブシヲニギレ"』のサブタイトルにもなった。
12. Thinking of you
  - イントロがなく、前曲終了直後に稲葉の歌い出しから始まる。
  - 同年に行われた『B'z LIVE-GYM Pleasure 2000 "juice"』の客出し曲に使用され、未発表の原曲が客出し曲に使われたのはこの曲が初めてである。
  - アルバムツアーでは未演奏だったが、2020年に行われた無観客配信ライブ『B'z SHOWCASE 2020 -5 ERAS 8820-』のDay3でサビ前の一部が演奏され[8][9]、2022年に行われたツアー『B'z LIVE-GYM 2022 -Highway X-』にてフルサイズで演奏された[12][13]。
13. 扉
  - セクションによってテンポが揺れており、エンディングではギターをパンニング処理で左右に振っている。
  - アルバムツアーでは未演奏となり、現在もライブ未演奏。
14. 今夜月の見える丘に (Alternative Guitar Solo ver.)
  - 27thシングルのアルバムバージョン。
  - バージョン表記の"Alternative"は「別の」や「代わりの」という意味の英単語で、それが示すとおりシングルバージョンとは異なるギターソロとなっている。テレビ番組出演時にこのバージョンで演奏し、これを松本が気に入ったことから本作に収録されることとなった[14]。
  - 2002年に発売されたバラード・ベスト・アルバム『The Ballads 〜Love & B'z〜』に収録されたものは、このバージョンやシングルバージョンとも違うギターソロになっている。
  - ライブではこのバージョンが披露されることが多く、2000年の『B'z LIVE-GYM Pleasure 2000 "juice"』で初披露された。

## 参加ミュージシャン
- 松本孝弘:ギター、全曲作曲・編曲、ベース (#2)
- 稲葉浩志:ボーカル、全曲作詞・編曲、ブルースハープ (#11)
- 大島康祐:編曲 (#7)
- 池田大介:ストリングスアレンジ (#4)、ストリングス&コーラスアレンジ (#9)
- 明石昌夫:ベース (#3.6.10.11)
- バカボン鈴木:ベース (#7.9)
- 満園庄太郎:ベース (#13)
- 中村“キタロー”幸司:ベース (#4.12.14)
- Fingers:ベース (#5.8)
- ブライアン・ティッシー:ドラム (#2.5.8)
- 黒瀬蛙一:ドラム (#3.6.10.11.13)
- 山木秀夫:ドラム (#4.9.12.14)
- 小野塚晃(from DIMENSION):ピアノ(#4.7.9.14)
- 篠崎Strings:ストリングス(#4.9)
- TAMA MUSIC:コーラス (#9)
- 畠山“hakkai”勝紀:チャイニーズゴング (#10)
- 徳永暁人:クラビネット (#2)
- 佐々木史郎(オルケスタ・デ・ラ・ルス):トランペット (#2)
- 小林太(オルケスタ・デ・ラ・ルス):トランペット (#2)
- 河合わかば(オルケスタ・デ・ラ・ルス):トロンボーン (#2)
- 勝田かず樹(from DIMENSION):サックス (#2)

## ライブ映像作品
シングル曲については各作品の項目を参照
Seventh Heaven
- B'z LIVE-GYM 2001 -ELEVEN-
- B'z SHOWCASE 2020 -5 ERAS 8820- Day1〜5

愛のprisoner
- B'z LIVE-GYM 2001 -ELEVEN-

煌めく人
- B'z LIVE-GYM 2001 -ELEVEN-

Raging River
- B'z LIVE-GYM 2001 -ELEVEN-

TOKYO DEVIL
- B'z LIVE-GYM 2001 -ELEVEN-

コブシヲニギレ
- B'z LIVE-GYM 2001 -ELEVEN-

Thinking of you
- B'z LIVE-GYM 2022 -Highway X-